# Order Zasługi Wojskowej (Hesja)
Order Zasługi Wojskowej (niem. Militär-Verdienstorden, wcześniej z fr. Ordre pour la vertu militaire) – najwyższe odznaczenie wojskowe landgrafostwa, a później elektoratu Hesji-Kassel. Ustanowiony 25 lutego 1769 przez landgrafa Fryderyka II Heskiego.
Order, wzorowany na pruskim Pour le Mérite, był nadawany w jednej klasie, w czasie wojny oficerom armii heskiej oraz armii państw sprzymierzonych za czyny męstwa i wybitnego dowodzenia na polu bitwy, a także w czasie pokoju za zasługi wojskowe. Podczas pokoju order mógł otrzymać oficer od majora wzwyż. W 1820 roku zmieniono francuską nazwę orderu na niemiecką.
Order został przejęty w 1866 roku, po aneksji Hesji-Kassel przez Królestwo Prus i nie nadawany po 1867.

## Insygnia

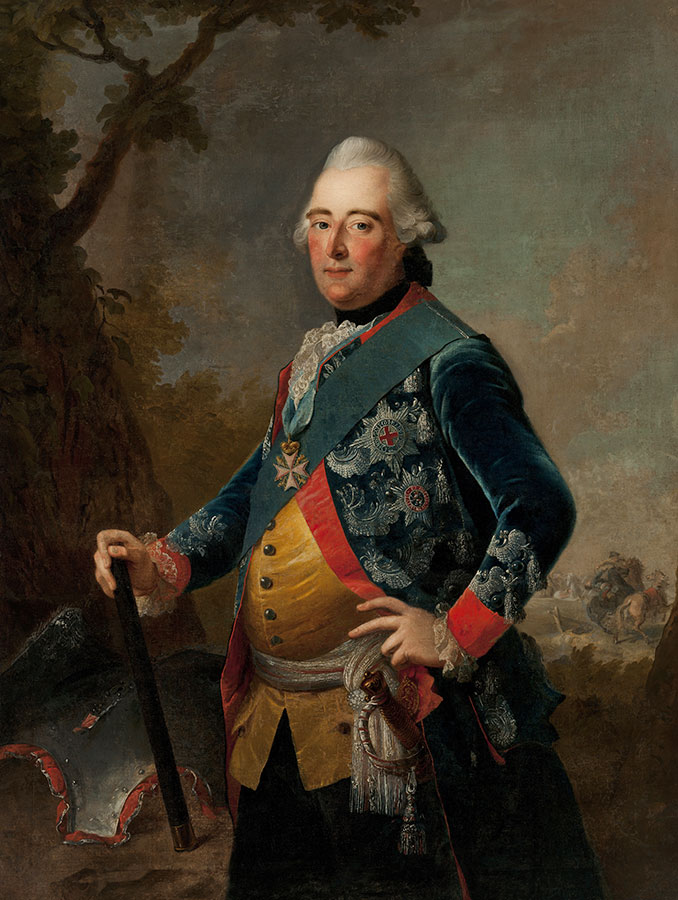
Johann Tischbein – portret Fryderyka II Heskiego z orderem na szyi

Oznaką orderu był złoty krzyż maltański pokryty różową emalią. Na bocznych i dolnym ramieniu awersu umieszczono łac. dewizę orderu: VIR : TV : TI (męstwu). Na górnym raminiu znajdował się monogram panującego: FL lub WK. Między ramionami znajdowały się złote lwy. Krzyż wieńczyła korona, pierwotnie landgrafa, zaś od 1803 roku elektorska. Oznaka była noszona na szyi na jasnoniebieskiej wstążce ze srebrnymi paskami po bokach.